# Iwan Iwanowitsch Temka-Rostowski
Iwan Iwanowitsch Temka-Rostowski (russisch Иван Иванович Темка; † 8. September 1514 bei Orscha) war ein russischer Adeliger, Prinz und als Wojewode Militärbeamter im Staatsdienst des Großfürstentums Moskau aus der fürstlichen Rurikiden-Nebenlinie Rostowski.

## Leben
Temka-Rostowski war der Sohn des Prinzen Iwan, damit ein Enkel des Andrei Alexandrowitsch, Fürst von Rostow. 1474 ging das Fürstentum bedingt durch Verkäufe und Erbschaften seiner älteren Verwandtschaft vollständig an Großfürst Iwan von Moskau. Ab diesem Jahr wird Iwan Iwanowitsch in den russischen Quellen nur als Woiwode Temka erfasst, unabhängig seiner fürstlichen Herkunft. 1495 diente er im Amt eines Woiwoden in Tula, dem 1501 Nowgorod folgte. Im Jahre 1502 befand er sich in Jama, einer russischen Grenzfestung gerichtet gegen Einfälle des Deutschen Ordens aus Livland. 1503 war er in Iwangorod. 1509 ging er von Wjasma zur Unterstützung des ein Jahr zuvor eroberten Dorogobusch. 1514, während der dritten Kampagne des Großfürsten Wassili III. gegen das litauische Smolensk, war er in Welikije Luki. Er erhielt nach der Eroberung von Smolensk im russischen Invasionsheer, das gegen das litauische Kernland gerichtet war, ein Kommando. Am 8. September des gleichen Jahres kam er jedoch als Kommandant eines Regiments in der Schlacht bei Orscha ums Leben.
Er hatte vier Söhne: Samen, Juri, Wassili und Gregori, die das Adelsgeschlecht Temka-Rostowski bzw. Temkin-Rostowski nach ihm fortsetzten.

## Quelle
- Темка-Янов-Ростовский

| Personendaten    | Personendaten                                                               |
| ---------------- | --------------------------------------------------------------------------- |
| NAME             | Temka-Rostowski, Iwan Iwanowitsch                                           |
| ALTERNATIVNAMEN  | Темка, Иван Иванович (russisch)                                             |
| KURZBESCHREIBUNG | russischer Prinz und Mitglied des Staatsdienstes des Großfürstentums Moskau |
| GEBURTSDATUM     | vor 1474                                                                    |
| STERBEDATUM      | 8. September 1514                                                           |
| STERBEORT        | Orscha                                                                      |